# Тёрнер, Софи (актриса)
Со́фи Бели́нда Джо́нас (англ. Sophie Belinda Jonas), в девичестве — Тёрнер (англ. Turner; род. 21 февраля 1996, Нортгемптон, Восточный Мидленд) — британская актриса. Наибольшую популярность и признание критиков ей принесла дебютная роль старшей дочери лорда Винтерфелла Эддарда Старка Сансы Старк в телесериале в жанре фэнтези «Игра престолов» (2011—2019) от HBO. За свою игру она получила пять номинаций на «премию Гильдии киноактёров США за лучший актёрский состав в драматическом сериале», а также была номинирована на премию «Молодой актёр» в категории «Лучшая молодая актриса в телевизионном сериале».

## Биография
Родилась 21 февраля 1996 года в городе Нортгемптон (Нортгемптоншир, Великобритания) в семье бизнесмена Эндрю Тёрнера и Салли Тёрнер, воспитательницы детского сада.
В возрасте двух лет вместе с семьёй переехала в Честертон, Уорикшир. Посещала Уорикширскую подготовительную школу, пока ей не исполнилось одиннадцать лет, а позже училась в средней школе Кингс для девочек, где участвовала в местной театральной труппе.
Стажировалась в английском театре Плэйбокс.
Имеет двух старших братьев. В интервью с The Daily Telegraph она рассказала, что у неё было счастливое детство: «У нас был свинарник, амбары и загон, и мы использовали любую возможность покопаться в грязи».
Актриса призналась, что изначально у её матери должна была родиться двойня, однако, ввиду неизвестных обстоятельств, Софи потеряла свою «двойняшку» в утробе.
Получила известность в 2011 году благодаря своей дебютной роли Сансы Старк в телесериале «Игра престолов», снятому по мотивам саги Джорджа Р. Р. Мартина «Песнь Льда и Огня».
Также снялась в телевизионном фильме «Тринадцатая сказка». Её дебют в кино состоялся в 2013 году в фильме «Другая я». В 2015 году сыграла в комедийном боевике «Особо опасна». Сыграла Джин Грей в фильмах «Люди Икс: Апокалипсис» (2016) и «Люди Икс: Тёмный Феникс» (2019).
Среди запланированных работ — главная роль в фильме «Монстр Мэри Шелли».

## Личная жизнь
В 2015 году встречалась с 29-летним британским игроком в регби Дэнни Киприани.
В ноябре 2016 года начала встречаться с американским музыкантом, актёром и участником группы DNCE Джо Джонасом. 15 октября 2017 года пара объявила о помолвке. 1 мая 2019 года Тёрнер и Джонас поженились в Лас-Вегасе. 12 февраля 2020 года стало известно, что супруги ожидают появления своего первенца в июле. 22 июля 2020 года в Лос-Анджелесской окружной больнице у них родилась дочь Уилла. 15 июля 2022 года родилась вторая дочь. В 2023 году актриса сообщила, что скучает по родине, Англии, ее психическое здоровье страдает в США, и она хочет уговорить мужа переехать в Англию. Позже на Рождество муж с детьми отправился в тур, а она переехала в это время на родину для работы. Летом 2023 года они так и не смогли прийти к согласию в различных вопросах. В сентябре 2023 года Джо подал на развод из-за того, что они с Софи не сошлись характерами. В октября Джонас отозвал иск о разводе с тяжбами, они разведутся мирно.
С октября 2023 встречается с Перегрином Пирсоном, британским аристократом и наследником Майкла Пирсона, 4-го виконта Каудрея.

## Фильмография
| Год       |    | Русское название        | Оригинальное название | Роль                      |
| --------- | -- | ----------------------- | --------------------- | ------------------------- |
| 2011—2019 | с  | Игра престолов          | Game of Thrones       | Санса Старк               |
| 2013      | ф  | Другая я                | Another Me            | Фэй                       |
| 2013      | тф | Тринадцатая сказка      | The Thirteenth Tale   | Молодая Аделина/ Вида     |
| 2015      | ф  | Особо опасна            | Barely Lethal         | Хизер                     |
| 2016      | ф  | Люди Икс: Апокалипсис   | X-Men: Apocalypse     | Джин Грей                 |
| 2016      | ф  | В одиночестве           | Alone                 | Пенелопа                  |
| 2017      | ф  | Хантсвилл               | Huntsville            | Джози                     |
| 2018      | ф  | Джози                   | Josie                 | Джози                     |
| 2018      | ф  | Помешанный на времени   | Time Freak            | Дебби                     |
| 2019      | ф  | Люди Икс: Тёмный Феникс | Dark Phoenix          | Джин Грей / Тёмный Феникс |
| 2019      | ф  | Тяжесть                 | Heavy                 | Мэделин                   |
| 2020      | с  | Выжить                  | Survive               | Джейн                     |
| 2021      | мс | Принц                   | The Prince            | принцесса Шарлотта        |
| 2022      | с  | Лестница                | The Staircase         | Маргарет Рэтлифф          |
| 2022      | ф  | Отомстить               | Do Revenge            | Эрика                     |
| 2025      | ф  | Ужас                    | The Dreadful          | Анна                      |

## Награды и номинации
| Награды и номинации | Награды и номинации            | Награды и номинации                                  | Награды и номинации     | Награды и номинации | Награды и номинации |
| Год                 | Награда                        | Категория                                            | Фильм или сериал        | Результат           | Примечания          |
| ------------------- | ------------------------------ | ---------------------------------------------------- | ----------------------- | ------------------- | ------------------- |
| 2012                | Премия Гильдии киноактёров США | Лучший актёрский состав в драматическом сериале      | Игра престолов          | Номинация           |                     |
| 2013                | Молодой актёр                  | Лучшая молодая актриса в сериале (комедия или драма) | Игра престолов          | Номинация           |                     |
| 2014                | Премия Гильдии киноактёров США | Лучший актёрский состав в драматическом сериале      | Игра престолов          | Номинация           |                     |
| 2015                | Премия Гильдии киноактёров США | Лучший актёрский состав в драматическом сериале      | Игра престолов          | Номинация           |                     |
| 2016                | Премия Гильдии киноактёров США | Лучший актёрский состав в драматическом сериале      | Игра престолов          | Номинация           |                     |
| 2016                | Премия EWwy Award              | Лучшая драматическая актриса второго плана           | Игра престолов          | Победа              |                     |
| 2016                | Huading Award                  | Лучшая актриса года                                  | Игра престолов          | Победа              |                     |
| 2017                | Премия Гильдии киноактёров США | Лучший актёрский состав в драматическом сериале      | Игра престолов          | Номинация           |                     |
| 2017                | Kids’ Choice Awards            | Лучший актёрский состав                              | Люди Икс: Апокалипсис   | Номинация           |                     |
| 2018                | Gold Derby Awards              | ансамбль года                                        | Игра престолов          | Номинация           |                     |
| 2018                | Премия Гильдии киноактёров США | Лучший актёрский состав в драматическом сериале      | Игра престолов          | Номинация           |                     |
| 2018                | Mammoth Film Festival          | Лучшая актриса                                       | Джози                   | Победа              |                     |
| 2019                | Эмми                           | Лучшая актриса второго плана в драматическом сериале | Игра престолов          | Номинация           | эп. «Винтерфелл»    |
| 2019                | Сатурн                         | Лучшая телеактриса второго плана                     | Игра престолов          | Номинация           |                     |
| 2019                | IGN Summer Movie Awards        | Приз зрительских симпатий                            | Игра престолов          | Победа              |                     |
| 2019                | IGN Summer Movie Awards        | Лучший телевизионный ансамбль                        | Игра престолов          | Номинация           |                     |
| 2019                | People’s Choice Awards         | Любимая женская телезвезда                           | Игра престолов          | Номинация           |                     |
| 2019                | People’s Choice Awards         | Любимая драматическая телезвезда                     | Игра престолов          | Номинация           |                     |
| 2019                | People’s Choice Awards         | Любимая женская телезвезда                           | Люди Икс: Тёмный Феникс | Номинация           |                     |
| 2019                | People’s Choice Awards         | Любимая звезда боевиков                              | Люди Икс: Тёмный Феникс | Номинация           |                     |
| 2020                | CinEuphoria Awards             | Почётная награда                                     | Игра престолов          | Победа              |                     |
| 2020                | Премия Гильдии киноактёров США | Лучший актёрский состав в драматическом сериале      | Игра престолов          | Номинация           |                     |
| 2020                | Teen Choice Awards             | Актриса научно-фантастического фильма                | Люди Икс: Тёмный Феникс | Номинация           |                     |